# PG Roxette
PG Roxette — шведський поп-рок гурт, заснований Пером Гессле у 2021 році.

## Історія
У вересні 2021 року Пер Гессле, Хелена Йозефссон, Деа Норберг, Кларенс Офверман, Магнус Бер’єсон, Крістоффер Лундквіст і Йонас Ісакссон, як проект PG Roxette, зробили кавер на пісню Metallica «Nothing Else Matters» для триб’ют-альбому The Metallica Blacklist.
У 2022 році Пер Гессле оголосив, що гурт Roxette продовжить свою діяльність під назвою PG Roxette. Він пояснив: «З 80-х все моє життя оберталося навколо гурту Roxette, і до цього часу це все ще те, що хвилює мене найбільше. Спочатку я не був впевнений, яким шляхом піти, але з часом стало ясно, що я хочу продовжити цей шлях. Я хочу зберегти спадщину гурту Roxette». Він також сказав: «Замінити Марі неможливо, і це ніколи не було моїм наміром. Ера гурту Roxette стала справжньою фантазією, яку ми мали пережити разом. Я з нетерпінням чекаю продовження цієї подорожі, але в інший спосіб. Якби Марі все ще була з нами, ми б, звичайно, зробили це разом».
Перший студійний альбом гурту PG Roxette, Pop-Up Dynamo!, був випущений у жовтні 2022 року. У ньому беруть участь вокалістки Хелена Йозефссон і Деа Норберг, які обидві брали участь у попередній роботі Гессле, або в його сольних альбомах, або як бек-вокалістки в останніх альбомах Roxette та як гастрольні учасниці. Альбом був записаний разом із кількома іншими давніми співавторами гурту Roxette, зокрема продюсером і клавішником Кларенсом Офверманом, гітаристами Йонасом Ісассоном і Крістофером Лундквістом, а також басистом Магнусом Бер’єсоном.
Виходу альбому передував випуск синглів «The Loneliest Girl in the World» і «Walking on Air», останній з яких спочатку був написаний як саундтрек до фільму 2022 року, Top Gun: Maverick.
У листопаді 2022 року гурт випустив позаальбомний сингл «Wish You the Best for Xmas».
У квітні 2023 року гурт випустив мініальбом із чотирьох треків, під назвою Incognito.

## Дискографія

### Студійні альбоми
| Назва          | Деталі альбому | Пікові позиції в чартах | Пікові позиції в чартах | Пікові позиції в чартах | Пікові позиції в чартах |
| Назва          | Деталі альбому | SWE                     | GER                     | SPA                     | UK                      |
| -------------- | --- | ----------------------- | ----------------------- | ----------------------- | ----------------------- |
| Pop-Up Dynamo! | - Випущено: 28 жовтня 2022 р - Лейбл: Elevator Entertainment · Parlophone - Формати: CD · LP · цифрове завантаження | 2                       | 37                      | 100                     | 72                      |

### Мініальбоми
| Назва     | Подробиці                                                                                                 |
| --------- | --- |
| Інкогніто | - Випущено: 28 квітня 2023 р - Лейбл: Elevator Entertainment · Parlophone - Формати: цифрове завантаження |

### Сингли
| Назва                             | Рік  | Альбом           |
| --------------------------------- | ---- | ---------------- |
| «The Loneliest Girl in the World» | 2022 | Pop-Up Dynamo!   |
| «Walking on Air»                  | 2022 | Pop-Up Dynamo!   |
| «My Chosen One» (featuring Leon)  | 2022 | Pop-Up Dynamo!   |
| «Wish You the Best for Xmas»      | 2022 | non album single |
| «Headphones On»                   | 2023 | Pop-Up Dynamo!   |
| «The Craziest Thing»              | 2023 | Pop-Up Dynamo!   |

### Промо сингли
| Назва                  | Рік  | Альбом                  |
| ---------------------- | ---- | ----------------------- |
| «Nothing Else Matters» | 2021 | The Metallica Blacklist |